# Уоткинс, Джессика
Джессика Андреа Уоткинс (англ. Jessica Andrea Watkins, родилась 14 мая 1988 г.) — астронавт НАСА, 358-й астронавт США, и 589-й космонавт мира, геолог, акванавт, в прошлом международный игрок в регби. 
С 27 апреля по 14 октября 2022 года совершила полёт в качестве специалиста полёта космического корабля SpaceX Crew Dragon «Freedom» на Международную космическую станцию в составе миссии SpaceX Crew-4. Участник космических миссий МКС-67/МКС-68. Первая чернокожая женщина, совершившая полёт на МКС  для участия в долгосрочной миссии.

## Ранняя жизнь и образование
Родилась 14 мая 1988 года в Гейтерсберге, штат Мэриленд, в семье Майкла и Кэролайн Уоткинсов. Позже её семья переехала в Лафайет, штат Колорадо, где она окончила среднюю школу Фэрвью. Получила степень бакалавра геологических наук в Стэнфордском университете. Являлась членом университетской команды по регби. После Стэнфорда Уоткинс получила докторскую степень по геологии в Калифорнийском университете в Лос-Анджелесе. Её дипломная работа, выполненная под руководством профессора геологии Ань Иня, касалась механизмов образования оползней на Марсе и Земле.

## Спортивная карьера
Уоткинс начала играть в регби на первом курсе Стэнфорда и оставалась в команде четыре года. В 2008 году, учась на втором курсе, она была членом национальной команды чемпионов первого дивизиона. И в 2008, и в 2010 году Уоткинс стала членом первой американской университетской команды по регби. Она — бывший игрок женской сборной США по регби-7, занявшей 3-е место на чемпионате мира в 2009 году. На этом турнире стала лучшим бомбардиром сборной.

## Карьера в НАСА
Будучи студенткой, Уоткинс работала в Исследовательском центре Эймса над космическим аппаратом Феникс. В 2009 году она была главным геологом космической команды НАСА 86 на исследовательской станции Марсианской пустыни — это крупнейший и старейший объект моделирования поверхности Марса в мире. Уоткинс работала в Лаборатории реактивного движения над проектом NEOWISE по исследованию околоземных астероидов; работала над планированием марсохода Кьюриосити. В 2011 году Уоткинс была членом группы научных операций в аналоговой миссии. Она работала планировщиком марсохода Mars 2020 и миссии по возврату образцов с Марса. Будучи научным сотрудником Калифорнийского технологического института и сотрудником научной группы Марсианской научной лаборатории, она участвовала в ежедневном планировании деятельности марсохода.
В июне 2017 года Уоткинс стала членом 22-й группы астронавтов НАСА и в августе начала двухлетнее обучение. В декабре 2020 года она стала участником команды Артемида. В ноябре 2021 года она стала 4-м астронавтом Группы 22.
16 ноября 2021 года NASA назначило Джессику Уоткинс на должность специалиста полета для миссии Crew-4.
27 апреля 2022 года в 7:52 UTC   Джессика Уоткинс стартовала  на корабле Dragon Freedom  специалистом полёта  в составе миссии  SpaceX Crew-4, став  первой чернокожей женщиной, которая отправилась с миссией на Международную космическую станцию (МКС). Это первый полет Уоткинс в космос. Она будет работать бортинженером долгосрочных экспедиций  МКС-67 / МКС-68  в течение шести месяцев. Ее роль будет заключаться в наблюдении и фотографировании геологических изменений на Земле, влиянии длительных космических полетов на людей. 

## Миссии НАСА по операциям в экстремальной окружающей среде
Уоткинс участвовала в миссии НАСА по операциям в экстремальной окружающей среде (NEEMO) с 10 по 22 июня 2019 года. Миссия Уоткинс была первой в своем роде, в которой участвовала исследовательская группа, состоящая исключительно из женщин, во главе с итальянским астронавтом Самантой Кристофоретти.

## Полёт
27 апреля 2022 года Джессика Уоткинс в качестве специалиста полёта космического корабля SpaceX Crew Dragon Freedom отправилась на орбиту в составе миссии SpaceX Crew-4. В этот же день состоялась стыковка корабля с МКС, где астронавт начала работу в составе долговременных экспедиций МКС-67/МКС-68.
Статистика
| # | Стартовый корабль              | Старт, UTC        | Экспедиция | Корабль посадки                | Посадка, UTC      | Налёт                       | Выходы в открытый космос | Время в открытом космосе |
| - | ------------------------------ | ----------------- | ---------- | ------------------------------ | ----------------- | --------------------------- | ------------------------ | ------------------------ |
| 1 | SpaceX Crew-4 Dragon «Freedom» | 27.04.2022, 07:52 | МКС-67/68  | SpaceX Crew-4 Dragon «Freedom» | 14.10.2022, 20:55 | 170 суток 13 часов 3 минуты | 0                        | 0                        |
|   |                                |                   |            |                                |                   | 170 суток 13 часов 3 минуты | 0                        | 0                        |

## Личная жизнь
Родители Уоткинс живут в Лафайете, штат Колорадо. Уоткинс увлекается футболом, скалолазанием, катанием на лыжах и писательским творчеством.